# Loving Cup
Loving Cup è un brano musicale del gruppo rock The Rolling Stones, contenuto nell'album del 1972 Exile on Main St. Le registrazioni della canzone sono iniziate nel dicembre del 1971 e sono finite nel marzo del 1972.

## Il brano
Canzone dall'arrangiamento in stile gospel che venne eseguita per la prima volta, anche se in versione embrionale, già in occasione del concerto gratuito tenuto dagli Stones a Hyde Park nel 1969.
Mick Jagger è la voce solista e di accompagnamento con Keith Richards. Richards e Mick Taylor suonano le chitarre nella canzone. Il basso e la batteria sono suonati rispettivamente da Bill Wyman e Charlie Watts. Il piano è fornito dal veterano della registrazione Nicky Hopkins. Il sassofono è di Bobby Keys e sia la tromba che il trombone sono di Jim Price. Il produttore dell'album, Jimmy Miller, fornisce le maracas. Non si sa con certezza chi suoni il tamburo d'acciaio.

## Formazione
- Mick Jagger - voce, cori
- Keith Richards - chitarra, cori
- Bill Wyman - basso
- Charlie Watts - batteria
- Nicky Hopkins - pianoforte
- Mick Taylor - chitarra
- Bobby Keys - sassofono
- Jimmy Miller - maracas
- Jim Price - tromba